# لانكستر غوردون
لانكستر غوردون (بالإنجليزية: Lancaster Gordon)‏ مواليد 24 يونيو 1962 في جاكسون، هو لاعب كرة سلة أمريكي معتزل بدأ مسيرته الاحترافية في سنة 1984 حيث تم اختياره من قبل فريق لوس أنجلوس كليبرز خلال الدرافت. يبلغ طوله 6 قدم 3 بوصة (1.9 م). اعتزل اللعب في 1991.

## فرق لعب لها
- لوس أنجلوس كليبرز

## إحصائيات المسيرة

### الموسم الاعتيادي
| السنة   | الفريق            | لعب | بدأ | دقيقة | ميداني% | ثلاثية | حرة   | ارتداد | صنع | استلاب | تصدي | نقطة |
| ------- | ----------------- | --- | --- | ----- | ------- | ------ | ----- | ------ | --- | ------ | ---- | ---- |
| 1984–85 | لوس أنجلوس كليبرز | 63  | 1   | 10.8  | .383    | .222   | .755  | 1.0    | 1.4 | .5     | .1   | 4.1  |
| 1985–86 | لوس أنجلوس كليبرز | 60  | 1   | 11.7  | .377    | .250   | .804  | 1.1    | 1.0 | .6     | .2   | 5.2  |
| 1986–87 | لوس أنجلوس كليبرز | 70  | 4   | 16.1  | .406    | .292   | .737  | 1.8    | 2.0 | .9     | .2   | 7.5  |
| 1987–88 | لوس أنجلوس كليبرز | 8   | 0   | 8.1   | .355    | .000   | 1.000 | 0.5    | 0.9 | .1     | .3   | 3.5  |
| المسيرة |                   | 201 | 6   | 12.8  | .391    | .271   | .767  | 1.3    | 1.5 | 0.6    | 0.2  | 5.6  |

## روابط خارجية
- لانكستر غوردون على موقع إن بي أي (الإنجليزية)
- لانكستر غوردون على موقع سبورتس رفرنس (الإنجليزية)
- لانكستر غوردون على موقع كلية كرة السلة في سبورتس رفرنس.كوم (الإنجليزية)
- لانكستر غوردون على موقع ريلجم (الإنجليزية)
- لانكستر غوردون على موقع بروبوليرز (الإنجليزية)